# Нападение на сборную Того по футболу
Нападение на сборную Того по футболу — террористическое нападение на автобус, перевозивший национальную сборную Того по футболу, произошедшее 8 января 2010 года в ангольской провинции Кабинда. Ответственность за теракт взяла на себя малоизвестная ячейка сепаратистской группировки ФЛЕК, выступающей за независимость Кабинды. В результате нападения погибли три человека, ещё девять получили ранения.

## Атака
8 января 2010 года при пересечении границы Республики Конго и Анголы в провинции Кабинда автобус с национальной футбольной командой Того, направлявшейся на Кубок африканских наций, подвергся пулемётному обстрелу, продолжавшемуся не менее 20 минут. Водитель автобуса был убит на месте, пассажиры пытались укрыться под сиденьями. 10 сопровождавших охранников открыли ответный огонь по нападавшим.
В ходе перестрелки были ранены два игрока — вратарь Коджови Обилале и защитник Серж Акакпо. Также ранения получили находившиеся рядом с игроками вице-президент Тоголезской федерации футбола, журналист, два представителя медицинского штаба и ещё три человека. Нападающий клуба «Манчестер Сити» Эммануэль Адебайор охарактеризовал это нападение, как худший момент, который ему довелось пережить в своей жизни.
Ответственность за атаку взяла на себя сепаратистская организация «Фронт за освобождение анклава Кабинда». Её лидер Родригеш Мингаш пригрозил продолжением силовых акций в этой провинции. Он заявил, что группировка обратились к Африканской конфедерации футбола с предупреждением воздержаться от проведения матчей Кубка африканских наций в Кабинде. Мингаш  объяснил нападение тем, что автобус сопровождали ангольские военные, по которым и наносился удар. При этом он выразил соболезнования тоголезским футболистам и членам их семей: «Мы ничего не имеем против африканских братьев и мы любим футбол».

### Пострадавшие
В результате атаки трое человек были убиты (один на месте, ещё двое скончались в больнице) и девять ранены.
Жертвы
- Марио Аджуа — водитель автобуса, родом из Анголы (8 января)
- Амелете Абало — помощник главного тренера сборной Того и главный тренер клуба АСКО (9 января)
- Станислас Оклоо — телекомментатор, журналист (9 января)

## Последствия
После обстрела автобуса команда Того снялась с Кубка африканских наций. Впоследствии, однако, игроки решили, что всё-таки примут участие в турнире. Тем не менее, по указанию правительства Того, сборной пришлось покинуть Анголу. 11 января сборная Того была официально снята с соревнования.
Полузащитник Алексис Ромао также заявил, что были предприняты попытки убедить бойкотировать турнир другие команды, которые должны были принять участие в матчах в Кабинде.
Вследствие отказа от участия в турнире решением руководства Африканской футбольной конфедерации сборная Того была исключена из двух следующих розыгрышей Кубка африканских наций, а также оштрафована на $50 000 за вмешательство в футбол государства, отозвавшего своих игроков с чемпионата. Впоследствии усилиями президента ФИФА Зеппа Блаттера дисквалификация команды была отменена.

### Реакция
Власти Анголы назвали нападение актом терроризма и пообещали найти и наказать организаторов и исполнителей. 
Премьер-министр Того Жильбер Унгбо объявил трёхдневный траур по погибшим на всей территории страны.
Английские клубы «Манчестер Сити» и «Портсмут» выразили обеспокоенность по поводу безопасности своих игроков, находившихся в составе сборной Того.
Организаторы Чемпионата мира, который должен был пройти летом 2010 года, заверили, что эта атака никоим образом не повлияет на организацию безопасности турнира.